# Kaare Christensen
Kaare Christensen (født 20. juni 1959) er dansk professor i epidemiologi, biostatistik og biodemografi og forskningsleder ved Syddansk Universitet, hvor han også er centerleder for Det Danske Tvillingregister og Dansk Center for Aldringsforskning.
Han har ofte udtalt sig i pressen om sin forskning, herunder den stigende gennemsnitlige forventede levetid, genetiske faktorers betydning for levetiden samt internationale variationer i lykke
I 2016 modtog Christensen Longevity-prisen fra Fondation IPSEN for "hans pionerarbejde indenfor geners og miljøs betydning for aldring og levetid".